# Gran Premio de Portugal de Motociclismo de 1987
El Gran Premio de Portugal de Motociclismo de 1987 (oficialmente: Grande Prémio Marlboro de Portugal) fue la decimotercera prueba del Campeonato del Mundo de Motociclismo de 1987. Tuvo lugar en el fin de semana del 11 al 13 de septiembre de 1987 en el Circuito del Jarama, situado en San Sebastián de los Reyes, España.
La carrera de 500cc fue ganada por Eddie Lawson, que se acerca al liderato de Wayne Gardner. Lawson mantuvo una lucha con Randy Mamola pero este se pasó de frenada y le cedió la victoria.
En la prueba de 250 cc Anton Mang se convierte en el nuevo campeón mundial de la categoría al imponerse en este Gran Premio. El teutón se mantuvo firme en la primera posición y no dio opción al español Juan Garriga, que había salido desde la pole position.
Primera carrera de 125 cc en el que el italiano Fausto Gresini no consigue la victoria. Gresini salió desde la pole position pero en la lucha con el austríaco Klaus Auvinger, ambos acabaron por los suelos, dando el triunfo al italiano Paolo Casoli.
Jorge Martínez Aspar volvía a adjudicarse el triunfo en la categoría de 80cc, que suponía el séptimo Gran Premio de esta temporada. En la lucha por el subcampeonato Champi Herreros conseguía la segunda posición en la carrera y también en la clasificación general por delante del alemán Gerhard Waibel.

## Resultados

### Resultados 500cc
| Pos.    | Piloto                | Equipo                         | Moto   | Tiempo     | Pts. |
| ------- | --------------------- | ------------------------------ | ------ | ---------- | ---- |
| 1       | Eddie Lawson          | Marlboro Yamaha Team Agostini  | Yamaha | 55'20.650  | 15   |
| 2       | Randy Mamola          | Team Lucky Strike Roberts      | Yamaha | +9.310     | 12   |
| 3       | Kevin Magee           | Yamaha Roberts                 | Yamaha | +9.720     | 10   |
| 4       | Wayne Gardner         | Rothmans Honda Team            | Honda  | +19.250    | 8    |
| 5       | Christian Sarron      | Sonauto Gauloises Jack Germain | Yamaha | +41.700    | 6    |
| 6       | Niall Mackenzie       | Team HRC                       | Honda  | +1'02.390  | 5    |
| 7       | Pierfrancesco Chili   | HB Honda Gallina Team          | Honda  | +1'14.390  | 4    |
| 8       | Shunji Yatsushiro     | Rothmans Honda Team            | Honda  | +1'26.940  | 3    |
| 9       | Ron Haslam            | Team ROC Elf Honda             | Honda  | +1 Vuelta  | 2    |
| 10      | Gustav Reiner         | Team Hein Gericke              | Honda  | +1 Vuelta  | 1    |
| 11      | Bruno Kneubühler      |                                | Honda  | +1 Vuelta  |      |
| 12      | Wolfgang von Muralt   |                                | Suzuki | +1 Vuelta  |      |
| 13      | Ray Swann             |                                | Honda  | +1 Vuelta  |      |
| 14      | Simon Buckmaster      |                                | Honda  | +1 Vuelta  |      |
| 15      | Hennie Boerman        | Racing Team Docshop            | Honda  | +2 Vueltas |      |
| 16      | Ian Pratt             |                                | Suzuki | +3 Vueltas |      |
| 17      | Gerhard Vogt          |                                | Suzuki | +4 Vueltas |      |
| 18      | Vincenzo Cascino      |                                | Suzuki | +5 Vueltas |      |
| Ret     | Didier de Radiguès    | Cagiva-Bastos-Alstare          | Cagiva | Ret        |      |
| Ret     | Rob McElnea           | Marlboro Yamaha Team Agostini  | Yamaha | Ret        |      |
| Ret     | Larry Moreno Vacondio |                                | Suzuki | Ret        |      |
| Ret     | Roger Burnett         | Rothmans Honda Team            | Honda  | Ret        |      |
| Ret     | Raymond Roche         | Cagiva-Bastos-Alstare          | Cagiva | Ret        |      |
| Ret     | Alessandro Valesi     |                                | Honda  | Ret        |      |
| Ret     | Marco Gentile         | Fior                           | Fior   | Ret        |      |
| Ret     | Christopher Bürki     |                                | Honda  | Ret        |      |
| Ret     | Fabio Barchitta       |                                | Honda  | Ret        |      |
| Ret     | Fabio Biliotti        |                                | Honda  | Retirado   |      |
| Ret     | Mike Baldwin          | Team Lucky Strike Roberts      | Yamaha | Ret        |      |
| Ret     | Tadahiko Taira        | Marlboro Yamaha Team Agostini  | Yamaha | Ret        |      |
| Ret     | Hervé Guilleux        |                                | Fior   | Ret        |      |
| Ret     | Daniel Amatriaín      |                                | Honda  | Ret        |      |
| Ret     | Tony Carey            |                                | Suzuki | Ret        |      |
| DNS     | Maarten Duyzers       |                                | Honda  | DNS        |      |
| Fuente: |                       |                                |        |            |      |

### Resultados 250cc
| 1       | Anton Mang           | Honda      | 47:31.330 | 15 |
| 2       | Juan Garriga         | Yamaha     | +0.790    | 12 |
| 3       | Martin Wimmer        | Yamaha     | +4.600    | 10 |
| 4       | Patrick Igoa         | Yamaha     | +6.810    | 8  |
| 5       | Sito Pons            | Honda      | +8.930    | 6  |
| 6       | Jean-François Baldé  | Defi-Rotax | +14.710   | 5  |
| 7       | Reinhold Roth        | Honda      | +14.960   | 4  |
| 8       | Dominique Sarron     | Honda      | +21.430   | 3  |
| 9       | Luca Cadalora        | Yamaha     | +25.640   | 2  |
| 10      | Manfred Herweh       | Honda      | +39.840   | 1  |
| 11      | Stéphane Mertens     | Honda      | +41.220   |    |
| 12      | Stefano Caracchi     | Honda      | +41.410   |    |
| 13      | Jean-Philippe Ruggia | Yamaha     | +41.670   |    |
| 14      | Jean-Michel Mattioli | Yamaha     | +42.430   |    |
| 15      | Maurizio Vitali      | Garelli    | +49.300   |    |
| 16      | Guy Bertin           | Honda      | +1:00.910 |    |
| 17      | Alberto Puig         | JJ Cobas   | +1:09.730 |    |
| 18      | Alberto Rota         | Honda      | +1:13.780 |    |
| 19      | René Delaby          | Yamaha     | +1:16.210 |    |
| 20      | Bernard Haenggeli    | Yamaha     | +1:18.490 |    |
| 21      | Alain Bronec         | Honda      | +1 Vuelta |    |
| 22      | Christian Boudinot   | Fior       | +1 Vuelta |    |
| 23      | Marcello Iannetta    | Yamaha     | +1 Vuelta |    |
| Ret     | Carlos Cardús        | Honda      | Ret       |    |
| Ret     | Loris Reggiani       | Aprilia    | Ret       |    |
| Ret     | Ivan Palazzese       | Yamaha     | Ret       |    |
| Ret     | Donnie McLeod        | EMC-Rotax  | Ret       |    |
| Ret     | Fausto Ricci         | Honda      | Ret       |    |
| Ret     | Urs Luzi             | Honda      | Ret       |    |
| Ret     | Harald Eckl          | Honda      | Ret       |    |
| Ret     | Javier Cardelús      | Cobas      | Ret       |    |
| Ret     | Bruno Bonhuil        | Honda      | Ret       |    |
| Ret     | Juan López Mella     | Yamaha     | Ret       |    |
| Ret     | Carlos Lavado        | Yamaha     | Ret       |    |
| Ret     | Jean Foray           | Yamaha     | Ret       |    |
| Ret     | Gerard van der Wal   | Assmex     | Ret       |    |
| DNQ     | Antonio Garcia       | Honda      | DNQ       |    |
| DNQ     | Pedro Ortega         | Honda      | DNQ       |    |
| DNQ     | Ruben del Río        | Honda      | DNQ       |    |
| DNQ     | Hervé Duffard        | Honda      | DNQ       |    |
| DNQ     | Nicolas González     | Honda      | DNQ       |    |
| DNQ     | Pedro Lozano         | Honda      | DNQ       |    |
| Fuente: |                      |            |           |    |

### Resultados 125cc
| 1       | Paolo Casoli           | Moto AGV      | 44:23.150  | 15 |
| 2       | Domenico Brigaglia     | Moto AGV      | +8.890     | 12 |
| 3       | Lucio Pietroniro       | MBA           | +32.530    | 10 |
| 4       | Mike Leitner           | MBA           | +1:00.800  | 8  |
| 5       | Ezio Gianola           | Honda         | +1:18.410  | 6  |
| 6       | Gastone Grassetti      | MBA           | +1:18.600  | 5  |
| 7       | Jean-Claude Selini     | MBA           | +1:27.920  | 4  |
| 8       | Adi Stadler            | MBA           | +1:28.460  | 3  |
| 9       | Iván Troisi            | MBA           | +1:28.940  | 2  |
| 10      | Thierry Feuz           | MBA           | +1:36.100  | 1  |
| 11      | Willy Pérez            | MBA           | +1 Vuelta  |    |
| 12      | Håkan Olsson           | MBA           | +1 Vuelta  |    |
| 13      | Bady Hassaine          | MBA           | +1 Vuelta  |    |
| 14      | Allan Scott            | EMC           | +1 Vuelta  |    |
| 15      | Robin Appleyard        | MBA           | +1 Vuelta  |    |
| 16      | Manuel Hernández       | Beneti        | +1 Vuelta  |    |
| 17      | Antonio Oliveros       | MBA           | +1 Vuelta  |    |
| 18      | Helmut Hovenga         | Seel          | +2 Vueltas |    |
| 19      | Thomas Møller-Pedersen | MBA           | +2 Vueltas |    |
| 20      | Paul Bordes            | MBA           | +2 Vueltas |    |
| 21      | Robin Milton           | MBA           | +3 Vueltas |    |
| 22      | Jacques Hutteau        | MBA           | +3 Vueltas |    |
| Ret     | Fausto Gresini         | Garelli       | Ret        |    |
| Ret     | August Auinger         | MBA           | Ret        |    |
| Ret     | Pier Paolo Bianchi     | MBA           | Ret        |    |
| Ret     | Olivier Liégeois       | Assmex        | Ret        |    |
| Ret     | Hubert Abold           | Honda         | Ret        |    |
| Ret     | Andrés Sánchez         | MBA           | Ret        |    |
| Ret     | Johnny Wickström       | MBA (Tunturi) | Ret        |    |
| Ret     | Heinz Lüthi            | Honda         | Ret        |    |
| Ret     | Jussi Hautaniemi       | MBA           | Ret        |    |
| Ret     | Esa Kytölä             | MBA           | Ret        |    |
| Ret     | Flemming Kistrup       | MBA           | Ret        |    |
| Ret     | Christian Le Badezet   | MBA           | Ret        |    |
| Ret     | Juan Fombuena          | MBA           | Ret        |    |
| Ret     | Nicolas González       | JJ Cobas      | Ret        |    |
| DNQ     | Juan Miguel Munoz      | MBA           | DNQ        |    |
| DNQ     | Daniel Mateos          | MBA           | DNQ        |    |
| DNQ     | Javier Navarro         | MBA           | DNQ        |    |
| DNQ     | Joaquin Alos           | MBA           | DNQ        |    |
| Fuente: |                        |               |            |    |

### Resultados 80cc
| 1       | Jorge Martínez Aspar  | Derbi    | 36:38.690  | 15 |
| 2       | Manuel Herreros       | Derbi    | +11.780    | 12 |
| 3       | Gerhard Waibel        | Krauser  | +12.400    | 10 |
| 4       | Hubert Abold          | Krauser  | +22.900    | 8  |
| 5       | Stefan Dörflinger     | Krauser  | +26.490    | 6  |
| 6       | Jörg Seel             | Seel     | +33.850    | 5  |
| 7       | Juan Ramón Bolart     | Krauser  | +52.920    | 4  |
| 8       | Paolo Priori          | Krauser  | +57.770    | 3  |
| 9       | Julián Miralles       | Derbi    | +1:12.070  | 2  |
| 10      | Herri Torrontegui     | JJ Cobas | +1:20.370  | 1  |
| 11      | Hans Spaan            | Casal    | +1:25.650  |    |
| 12      | Josef Fischer         | Krauser  | +1:40.530  |    |
| 13      | Reiner Koster         | Kroko    | +1:41.950  |    |
| 14      | Günter Schirnhofer    | Krauser  | +1:43.800  |    |
| 15      | Wilco Zeelenberg      | Casal    | +1 Vuelta  |    |
| 16      | Theo Timmer           | Casal    | +1 Vuelta  |    |
| 17      | Lionel Robert         | SPR      | +1 Vuelta  |    |
| 18      | Chris Baert           | Seel     | +1 Vuelta  |    |
| 19      | Raimo Lipponen        | Krauser  | +1 Vuelta  |    |
| 20      | Juan Esteve           | Autisa   | +1 Vuelta  |    |
| 21      | Serge Julin           | Casal    | +2 Vueltas |    |
| 22      | Joaquin Alos          | Yamaha   | +2 Vueltas |    |
| 23      | Jacques Bernard       | Casal    | +3 Vueltas |    |
| Ret     | Felix Rodríguez       | JJ Cobas | Ret        |    |
| Ret     | Luis Miguel Reyes     | Autisa   | Ret        |    |
| Ret     | Alex Barros           | Arbizu   | Ret        |    |
| Ret     | Àlex Crivillé         | Derbi    | Ret        |    |
| Ret     | Stuart Edwards        | Casal    | Ret        |    |
| Ret     | Ian McConnachie       | Krauser  | Ret        |    |
| Ret     | Paul Bordes           | RB       | Ret        |    |
| Ret     | Javier Debón          | Autisa   | Ret        |    |
| Ret     | José Saez             | Autisa   | Ret        |    |
| DNQ     | José-Luis Sangrador   | Casal    | DNQ        |    |
| DNQ     | Elias Durendez        | Autisa   | DNQ        |    |
| DNQ     | Severo Calleja        | Casal    | DNQ        |    |
| DNQ     | Jean-François Verdier | Derbi    | DNQ        |    |
| Fuente: |                       |          |            |    |